# Electoral Act 1993
Der Electoral Act 1993 ist ein Gesetz in Neuseeland, das die Einrichtung und Aufgaben einer Electoral Commission (Wahlkommission) regelt, die Wahlkreise für die General Election einteilt, festlegt, wer wählen darf und wie die Wählerregistrierung geregelt ist, eine Festlegung trifft, wie unter welchen Bedingungen Parteien sich zur Wahl stellen dürfen, und Vorgaben für eine ordnungsgemäße Durchführung einer Wahl macht.
Der Electoral Act 1993 zählt zu den verfassungsgebenden Gesetzen des Landes, siehe Constitution Act 1986.

## Geschichte
In den Jahren 1978 und 1981 erhielt die New Zealand Labour Party zu der General Election mehr Stimmen als die New Zealand National Party, doch blieb ihr die Bildung einer Regierung verwehrt, da die National Party über das damals noch gültige Mehrheitswahlsystem, First-past-the-post (FPP) genannt, mehr Sitze im Parlament erringen konnte. 1985 berief die 4. Labour-Regierung eine Royal Commission das Wahlsystem zu prüfen und eine Empfehlung abzugeben. Die Kommission empfahl auf das Personalisierte Verhältniswahlrecht, Mixed Member Proportional (MMP) genannt, umzustellen, aber die Wähler in einem Referendum entscheiden zu lassen. Daraufhin wurden zwei Referenden abgehalten:
- Im ersten Referendum entschieden sich 1992 die Wähler in einer Auswahl von vier unterschiedlichen Wahlsystemen mit einer überwältigen Mehrheit für das MMP-Wahlsystem. Die Frage, ob das Mehrheitswahlrecht beibehalten werden soll, fand keine Mehrheit.
- Im zweiten Referendum, das im Jahr 1993 zeitgleich zur General Election abgehalten wurde, stimmten die Wähler dann für die Umstellung auf MMP.

Die Umsetzung des Wählerwillens fand noch im selben Jahr mit der Verabschiedung des Electoral Act 1993 statt.
Im Jahr 2009 kündigte die National Party an, dass sie den Wählerwunsch noch einmal überprüfen lassen wollten, und ließen zur General Election des Jahres 2011 noch einmal ein Referendum abhalten. Doch 56 % der Wähler sprachen sich zum Leidwesen der National Party für die Beibehaltung des MMP-Systems aus.

## Electoral Commission
Die Aufgaben der Electoral Commission entsprechend dem Electoral Act 1993 sind:
- Die Registrierung von politischen Parteien und deren Logos
- Die Registrierung der Wähler und Erstellung von Wählerverzeichnissen
- Die Durchführung von Parlamentswahlen (General Election) und Referenden
- Die Zuweisung von Finanzmitteln und Zeit für Wahlsendungen von politischen Parteien
- Die Verwaltung der Regeln für Wahlwerbung, Ausgaben und Spenden
- Die Durchführung der alle fünf Jahre stattfindenden Maori-Wahl und die Betreuung der Arbeit der Repräsentationskommission
- Die Förderung des öffentlichen Bewusstseins für Wahlangelegenheiten durch die Durchführung von Bildungs- und Informationsprogrammen
- Die Berichterstattung über Wahlangelegenheiten an den Justizminister und das Parlament
- Die Bereitstellung von Informationen, um Parteien, Kandidaten und andere Personen bei der Erfüllung ihrer gesetzlichen Pflichten in Bezug auf die von der Kommission verwalteten Wahlangelegenheiten zu unterstützen.[3]

Innerhalb von sechs Monaten nach einer Parlamentswahl ist die Kommission verpflichtet, dem zuständigen Minister einen Bericht über die Wahl vorzulegen, der diesen dann dem Parlament zur Kenntnis gibt.